# Jemenastrild
De Jemenastrild (Estrilda rufibarba) is een vogel uit de familie van de prachtvinken (Estrildidae).

## Verspreiding en leefgebied
Deze soort komt voor in Saoedi-Arabië en Jemen.